# Szemborowo
Szemborowo [pronunciación en polaco: /ʂɛmbɔˈrɔvɔ/] es un pueblo en el distrito administrativo de Gmina Strzałkowo, dentro del Distrito Słupca, Voivodato de Gran Polonia, en el centro-oeste de Polonia. Se encuentra aproximadamente 10 kilómetros al noroeste de Strzałkowo, 13 kilómetros al noroeste de Słupca, y 55 kilómetros al este de la capital regional, Poznań.
El pueblo tiene una población de 354 habitantes.